# 2 juin 2020
Le mardi 2 juin est le 154e jour de l'année 2020.

## Décès
- Werner Böhm, Chanteur et musicien allemand[1].
- John Cuneo, Skipper australien, champion aux Jeux olympiques d'été de 1972[2].
- Paolo Fabbri, Sémioticien et universitaire italien[3].
- Lugi Gizenga, Homme politique congolais[4].
- Mary Pat Gleason, Actrice américaine[5].
- Jean-Claude Hamel, Homme d'affaires français[6].
- Jacques Noyer, Prélat catholique français, évêque d'Amiens de 1987 à 2003[7].
- Jean Pineau, Homme politique français[8].
- Muriel Kent Roy, Démographe canadienne[9].
- Chris Trousdale, Chanteur de pop, danseur et acteur américain[10].
- Carlo Ubbiali, Pilote motocycliste italien[11].
- Wes Unseld, Basketteur puis entraîneur américain[12].

## Événements
- Une contre-expertise demandée par les parties civiles dans l'affaire Adama Traoré affirme que le placage ventral réalisé par les policiers est à l'origine de son, décès[13].